# Francisco Vallecillo
Francisco Javier Vallecillo Delgadillo (ur. 20 października 2002 w Managui) – nikaraguański piłkarz występujący na pozycji środkowego obrońcy, od 2023 roku zawodnik Realu Estelí.